# Okres Hajdúnánás
Okres Hajdúnánás (maďarsky Hajdúnánási járás) se nachází v Maďarsku v župě Hajdú-Bihar. Jeho správním centrem je město Hajdúnánás.

## Sídla
V okrese se nachází celkem 6 měst a obcí:
| P.č. | Jméno          | Typ obce   | Obyvatel | Rozloha v km2 |
| ---- | -------------- | ---------- | -------- | ------------- |
| 1    | Hajdúnánás     | okr. město | 16 975   | 259,62        |
| 2    | Polgár         | město      | 7 915    | 97,44         |
| 3    | Folyás         | vesnice    | 328      | 53,94         |
| 4    | Görbeháza      | vesnice    | 2 402    | 80,20         |
| 5    | Tiszagyulaháza | vesnice    | 705      | 20,78         |
| 6    | Újtikos        | vesnice    | 907      | 35,29         |